# Памятный крест 3-й армии
Памятный крест 3-й армии (итал. Croce commemorativa della 3ª Armata) — неофициальная медаль, созданная по частной инициативе, для всех, кто служил в 3-й итальянской армии во время Первой мировой войны.
Стала распространяться в 1919 году, сразу после окончания конфликта, по инициативе командующего армией Эммануила Филиберта Савойского, герцога Аостского, в честь которого на кресте есть изображение герцогской короны, а на ленте савойский синий цвет в центре.
Он был единственной наградой, имевшей полуофициальный характер и не отмечался в послужном списке. В первые же послевоенные годы его ношение хоть и противоречило уставу, но в какой-то мере допускалось и было повсеместным в медальных фондах ветеранов.
Первоначально изготовленный из различных металлов фирмой Fassino в Турине, он был затем повторно отчеканен другими фирмами, такими как Stefano Johnsonн из Милана, в различных вариантах, в основном без товарного знака и даже с эмалью другого цвета.

## Знаки отличия
- Медаль состояла из греческого креста высотой 50 миллиметров и шириной 34, увенчанного герцогской короной, с белыми эмалированными ветвями, серебряной окантовкой и надписями «TERZA» и «ARMATA» на горизонтальных ветвях; в центральном квадрате рельефный лев святого Марка в память об обороне Венеции с конца 1917 года и по окончание войны. На реверсе, гладком и без эмали, рельефная надпись «A ricordo e riconoscenza» ("В память и с благодарностью") на горизонтальных плечах; товарный знак находился внизу.[1]
- Лента савойско-синего цвета в центре с двумя триколорами по бокам (красный цвета скраю).